# London Tests
Los London Tests of English son certificados de inglés como lengua extranjera acreditados por la Qualifications and Curriculum Authority del gobierno británico.
Desarrollados por Pearson Language Tests, la división del Grupo Pearson especializada en evaluación lingüística y Edexcel, posiblemente la mayor entidad certificadora acreditada en Reino Unido, y también parte de Pearson. 
Son pruebas diseñadas para evaluar la competencia comunicativa en contextos auténticos y realistas. Los tests se estructuran en torno a unidades temáticas de la vida real para valorar el nivel de conocimientos en las cuatro grandes destrezas (audición, lectura, escritura y habla), y no en ejercicios gramaticales.

## Teoría de esquemas cognitivos
Los London Tests of English fueron los primeros certificados de inglés en aplicar el método nocional-funcional y la teoría de los esquemas cognitivos de Frederick Bartlett en evaluación lingüística. Esto implica que todos los ejercicios de un examen están relacionados a través de una unidad temática que permite a los candidatos/as activar los distintos dominios de conocimiento y reforzar el proceso de aprendizaje. También proporciona un hilo conductor narrativo a lo largo del examen que puede ayudar a una mejor concentración. 
Los ejercicios pueden interrelacionarse a través de un tema, un escenario donde los ejercicios "construyen" un escenario, y/o integrando 2 o más tareas y destrezas. 

## Niveles
Disponibles en 6 niveles alineados al Marco Común Europeo de Referencia para las lenguas. La correlación al Marco se estableció “mapeando” las especificaciones de los tests a los descriptores y fue sometida a una auditoría externa por parte de la University of Westminster. En proceso de comprobación empírica para mejorar el grado de correlación.
| London Tests of English | Nivel del Marco europeo | Nivel del National Qualifications Framework | Duración |
| ----------------------- | ----------------------- | ------------------------------------------- | -------- |
| London Tests A1         | A1                      | Entry 1                                     | 1h15     |
| London Tests 1          | A2                      | Entry 2                                     | 1h30     |
| London Tests 2          | B1                      | Entry 3                                     | 1h35     |
| London Tests 3          | B2                      | Level 1                                     | 2h       |
| London Tests 4          | C1                      | Level 2                                     | 2h30     |
| London Tests 5          | C2                      | Level 3                                     | 2h55     |

## Historia
Los London Tests of English fueron creados en 1982 por University of London Schools Examination Board. Este organismo se fusionó en 1996 con Business & Technological Council(BTEC) para convertirse en Edexcel, la mayor entidad emisora de certificaciones académicas y profesionales del Reino Unido. En 2003 Edexcel se incorporó al Grupo Pearson, principal proveedor mundial privado de soluciones de evaluación y medición.

## Tecnología
Pearson ha desarrollado un sistema de corrección en pantalla, ePEN, que posibilita resultados más rápidos y detallados del rendimiento de cada candidato/a. Básicamente, todas las pruebas se envían a un centro de procesamiento donde se escanean y cifran para el envío telemático de los ejercicios, convertidos en imágenes, a los examinadores. Los códigos de barras en cada ejercicio permiten asignar los resultados a todos los candidatos/as garantizando la confidencialidad, así como ubicar el original en papel. Este sistema también conduce a una mayor especialización y control sobre la labor de los examinadores mediante una supervisión inmediata. 

## Reconocimiento e implantación internacional
Los London Tests se ofrecen en más de 45 países y están formalmente acreditados por los gobiernos de Reino Unido, Grecia y Polonia. Los niveles 4 y 5 están reconocidos como criterio de admisión en la mayoría de las universidades británicas tanto en grado como postgrado. Muchas universidades internacionales (especialmente europeas) conceden créditos de libre configuración. Para más información, la página web. 

## Convocatorias
Mayo, junio, noviembre y diciembre. 